# Anna Maria Muccioli
Anna Maria Muccioli (ur. 15 sierpnia 1964 roku w San Leo, Włochy) – sanmaryńska polityk. Od 1 października 2013 do 1 kwietnia 2014 kapitan regent San Marino, swój urząd pełniła razem z Gian Carlo Capicchionim.
Wcześniej pełniła urząd burmistrza miasta Serravalle i była członkiem Wielkiej Rady Generalnej.